# Rudo y Cursi
Rudo y Cursi és una pel·lícula mexicana estrenada el 19 de desembre de 2008 a Mèxic, dirigida i escrita per Carlos Cuarón (qui l'havia planejat més de tres anys abans) i produïda per Cha Cha Cha Films (Companyia productora creada per Alfonso Cuarón, Alejandro González Iñárritu, Guillermo del Toro) i Canana Films productora de Gael García Bernal i Diego Luna i protagonitzada per ells dues i l'argentí Guillermo Francella.
La pel·lícula és una comèdia dramàtica sobre dos germans lluitant entre sí que a causa de les pressions del futbol professional. En la LI edició dels Premis Ariel que organitza l'Acadèmia Mexicana de Cinema va obtenir les nominacions a Millor Actor per a Diego Luna, Millor Coactuación Masculina per a Guillermo Francella, Millor Coactuación Femenina per a Adriana Paz i Millor Opera Prima.
A l'Argentina va debutar el 29 de gener de 2009 i a Espanya es va estrenar el 24 d'abril de 2009. També es va estrenar al Festival de Sundance.

## Trama
En el fictici llogaret agrícola de Tlachatlán, els germans Verdusco, Beto (Diego Luna) i Tato (Gael García Bernal), treballen en una plantació de plàtans i viuen a casa de la seva mare Elvira (Dolores Heredia), una dona amb una llarga llista de companys i de fills. Ambdós germans somien amb construir una enorme casa a la platja per ella. Beto està casat amb Toña (Adriana Paz), amb qui té dos fills. És un amant de les apostes i del futbol. De fet, és el porter de l'equip local i n'hi ha prou amb veure'l jugar per saber per què el van sobrenomenar "Rudo". Tato és un noi supersimpàtic que no deixa d'enamorar-se i que toca l'acordió. També juga en el mateix equip com a davanter, però somia amb convertir-se en un cantant famós.
Un dia, en un partit de futbol, coneixen a Darío "Batuta" Vidali (Guillermo Francella), un argentí que queda impressionat pel joc dels germans Verdusco. Al final del partit, els explica que ell és un cercador de talents i representant de jugadors de futbol i que tots dos tenen molt potencial, però que ara com ara només pot emportar-se a un dels dos. Els demana que decideixin qui provarà sort amb ell trepitjant un penal. Beto està convençut que és la seva oportunitat i li diu a Tato que ho tiri "a la dreta". Tato assenteix i dispara cap a la seva dreta, però Beto es tira cap a la seva dreta (l'esquerra des de la perspectiva de Tato). Tato converteix el penal i Batuta li diu que ell és l'afortunat. Beto se sent traït i comença a insultar al seu germà.
Una vegada a la Ciutat de Mèxic, Batuta aconsegueix una prova per a Tato al prestigiós Club Esportiu Amarante. Per motivar-lo, li promet a Tato que l'ajudarà en la seva carrera com a cantant si té èxit com a futbolista. Tato es revela com una màquina de marcar gols i puja immediatament al primer equip, però passen les setmanes i segueix a la banqueta, la qual cosa està a punt d'acabar amb la seva paciència.
Batuta aconsegueix portar Beto, com a porter, al Club Atlètic Nopaleros, un equip de segona divisió. Beto no li diu a ningú que se'n va, ni tan sols a la seva esposa Toña. Durant els primers partits, Beto discuteix amb l'entrenador per la manera de jugar de l'equip, i aquest el castiga a estar a la banqueta de manera indefinida. Entretant, Tato juga el seu primer partit amb l'Amarante i es guanya l'infame sobrenom de "Cursi" pel seu estil futbolístic.
La temporada de futbol segueix el seu curs. Beto segueix en la banqueta com a porter suplent mentre que Tato es converteix en un davanter estrella. La seva foto surt a tots els periòdics i revistes acompanyada del seu sobrenom cosa que el fa sortir de polleguera. Batuta li ensenya la seva nova casa moblada, que inclou una estupenda camioneta tot terreny, cortesia del club. A més, li aconsegueix un contracte per gravar el seu primer videoclip. Beto també rep una bona notícia: el seu equip, l'Atlètic Nopaleros, ha pujat a primera divisió i el nou entrenador vol que ell sigui el porter titular. L'alegria fa que els germans oblidin els seus vells rancors i Tato convida a Beto al fet que tots dos visquin en la seva nova casa.
La vida els somriu. Un dia decideixen anar a l'hipòdrom i la gent els demana autògrafs. Tato coneix a Maya Vega (Jessica Mas), la maca presentadora de televisió a la que admira des de fa temps. Beto, pel seu costat, trava amistat amb Jorge W (Salvador Zerboni), un mafiós ric i vulgar que el convida a gaudir de la vida a l'estil Las Vegas.
Els germans tornen de visita a Tlachatlán. Tato rep una trucada de Batuta anunciant-li que acaba de ser seleccionat per jugar en la selecció nacional de Mèxic. Beto visita Toña, que es dedica a vendre suplements nutricionals i no està disposada a traslladar-se a la Ciutat de Mèxic. Els germans porten a la seva mare Elvira a la platja i tots dos somien amb la casa que li construiran algun dia.
De tornada a la ciutat, la fama de Beto creix al mateix temps que el seu amor per les apostes. Tato està boig per Maia, li compra una camioneta i qualsevol capritx que ella demani, la qual cosa li fa perdre la concentració al camp. Toña decideix mudar-se a la ciutat amb els nens per estar amb el seu marit.
Beto ho perd tot en el joc, fins i tot els mobles de Tato. Els vells rancors surten a la superfície i els dos germans acaben barallant-se a cops de puny.
Tato i Maia es comprometen. Beto viurà a un hotel de segona amb la seva família. Jorge W dona un ultimàtum a Beto: si no paga el deute en dues setmanes, ho passarà molt malament. El gran partit entre els dos equips, l'Amarante i el Nopaleros, tindrà lloc en exactament dues setmanes. És l'oportunitat perquè Beto bati el rècord de ser el porter amb més minuts sense rebre gols. Elvira tria aquest moment per a anunciar les bones notícies: una filla seva, Nadia (Tania Esmeralda Aguilar), es casa amb don Casimiro (Alfredo Alonso), un suposat narco.
Els dos germans es presenten a les noces de la seva germana i tots dos queden desanimats quan don Casimiro els anuncia que ell construirà una enorme casa a la platja per a la seva sogra.
Beto li demana a Batuta que l'ajudi a pagar el seu deute de joc. Batuta li ofereix apostar els seus propis diners al fet que guanyi l'Esportiu Amarant i que Beto es deixi fer gols per perdre el partit, però Beto els refusa. Entretant, Tato truca Maia i li deixa missatges, però la noia no contesta.
De nou a Ciutat de Mèxic, Tato també rep un ultimàtum: la junta directiva de l'Esportiu Amarante amenaça amb manar-lo a segona divisió si no canvia la seva mala ratxa. La nit abans del gran partit, a l'hotel de concentració, Tato veu un programa en televisió on Maia anuncia que s'ha enamorat d'un altre futbolista. Tato perd els estreps i el metge de l'equip ha de sedar-lo. D'altra banda, Tonya acaba d'assabentar-se que l'empresa nutricional per la que ha estat treballant l'ha enganyat. Beto li promet que tot sortirà bé, després crida a Batuta i li diu que aposti que el seu equip perdrà, ja que ell s'encarregarà que així sigui.
El duel entre els dos germans genera molta expectació i més encara perquè hi ha la possibilitat que Beto bati el rècord. Tato no està per a jugar i el deixen a la banqueta. Batuta està molt nerviós, però quan s'adona que Beto fa l'impossible perquè l'altre equip marqui, dobla la seva primera aposta. En el descans, el resultat és d'empat a zero. Beto s'assabenta d'això de Maya. L'entrenador de l'Esportiu Amarante és forçat per Batuta a treure Tato al camp de joc per desfer l'empat. En la seva primera jugada Tato anota i Batuta ho festeja eufòricament però després el gol és anul·lat per offside. Falta poc pel final i el partit segueix empatat sense gols quan hi ha penal per l'Esportiu Amarante després que un jugador del Nopaleros li fa falta a Tato dins de l'àrea. Tato li lleva la pilota al seu company i li diu que ell el xutarà. Abans del penal, els dos es disculpen i Beto li diu a Tato que el tiri a la dreta. Tato trepitja a la dreta de Beto i aquest últim es tira cap al mateix lloc, la pilota pega en l'abdomen de Beto, i se'n va per dalt de la porteria; el partit acaba en empat i Batuta ha perdut tot els seus diners.
Beto trenca el rècord de més minuts sense rebre gols, però camí a casa, els pinxos de Jorge W li disparen en una cama, que queda destrossada, i es veu forçat a retirar-se del futbol.
Batuta conta com acaba la història. Tato va estar algun temps jugant a segona divisió i va acabar com a cantant de karaoke en un bar del seu cunyat Casimiro. Beto va acabar entrenant a un club de segona divisió, propietat de Casimiro. El seu rècord de més minuts sense rebre gols continua encara vigent.
Batuta també conta que va perdre tot els seus diners en aquesta última aposta i que va acabar on tot va començar, recorrent els camps de futbol regionals a la recerca del pròxim "diamant en brut perquè la pilota continuï rodant".

## Repartiment
- Gael García Bernal com Tato "Cursi" Verdusco.
- Diego Luna com Beto "Rudo" Verdusco.
- Guillermo Francella com Darío "Batuta" Vidali.
- Jessica Mas com Maya Vega.
- Dolores Heredia com Doña Elvira.
- Adriana Paz com Toña, esposa de Beto "el Rudo".
- Salvador Zerboni com Jorge W.
- Joaquín Cosío com Arnulfo, el padrastre.
- Alfredo Alfonso com Don Casimiro.
- Fermín Martínez com DT. Obdulio.
- Eduardo Von com DT. Bruno Lopéz
- Jorge Zárate com Veu de Bruno López.
- Axel Ricco com Mena.
- Alexandre Barcelo com Fito.
- Harold Torres	com Trompo Tovar.
- Gabino Rodríguez	com Mafafo.
- Alexander Da Silva com Gringa Roldan.
- Armando Hernández com El Ciempiés.
- Jorge Mondragón com Porro.
- Enoc Leaño com Àrbitre.
- José Carlos Rodríguez com DT. Merodio
- Martín Altomaro com Comentarista en TV #1.
- Pablo Lach com Comentarista en TV #2.
- David Faitelson com Veu comentarista en TV #1 (José Manuel Tellez).
- Antonio Rosique com Veu comentarista en TV #2 (Fabricio Zúñiga).
- Claudia Becker com Quetis.
- Manuel Teil com Quico.
- René Campero com Apostador #1.
- Sonia Guerrero com Apostadora #1.
- Jorge Guerrero com Apostador #2.
- Andrés Almeida com Apostador #3.
- Annette Fradera com Apostadora #2.
- Olinka Velázquez com Cambrera.
- Pedro De Tavira com Chavo Hipódromo #1.
- Felipe de Lara com Chavo Hipódromo #2.
- Fernanda de la Peza com Chava Hipódromo #2.
- Claudia Schmidt com Chava Fresa #1.
- Omar Ramírez com reporter.

## Producció
El guió de Rudo y Cursi va sortir de la idea de Carlos, fervent seguidor del Cruz Azul, de fer un fals documental sobre un futbolista sortit d'un origen humil, qui es convertia en estrella, després queia en una mala ratxa i desapareixia per a començar la seva llegenda. Li va plantejar la idea a Gael García Bernal i Diego Luna, i els dos van voler fer al personatge. Va decidir llavors crear altre i fer-los germans que competeixen entre si. Tots dos actors aportaven idees per al guió.

## Taquilla
Rudo y Cursi va aconseguir una taquilla de 4.9 milions de pesos (uns $374.000 dòlars) amb un total de 109.000 espectadors en el primer dia d'exhibició, que la situa per dalt de llançaments mexicans com Y tu mamá también (2001) que va assolir 91.770 espectadors; i Amores perros (2000) que va registrar una assistència de 75.987 espectadors.
La cinta també va superar a les pel·lícules més taquilleres de l'any com La misma luna que assolí 103.846 espectadors, i Arráncame la vida amb 96.486 assistents, va informar la productora Cha cha chá, fundada per Alfonso Cuarón, Alejandro González Iñárritu i Guillermo del Toro.
Van superar en Mèxic els ingressos en l'estrena de Bolt, la pel·lícula de Disney que va aconseguir els 4.6 milions de pesos (uns $351.000 dòlars). A més de The Day the Earth Stood Still protagonitzada per Keanu Reeves que va obtenir 4.1 milions de pesos (uns $312.000 dòlars).
Rudo y Cursi va aconseguir en total 127 milions de pesos i està situada en el lloc 19 de les pel·lícules mexicanes més taquilleres.